# Dunganie

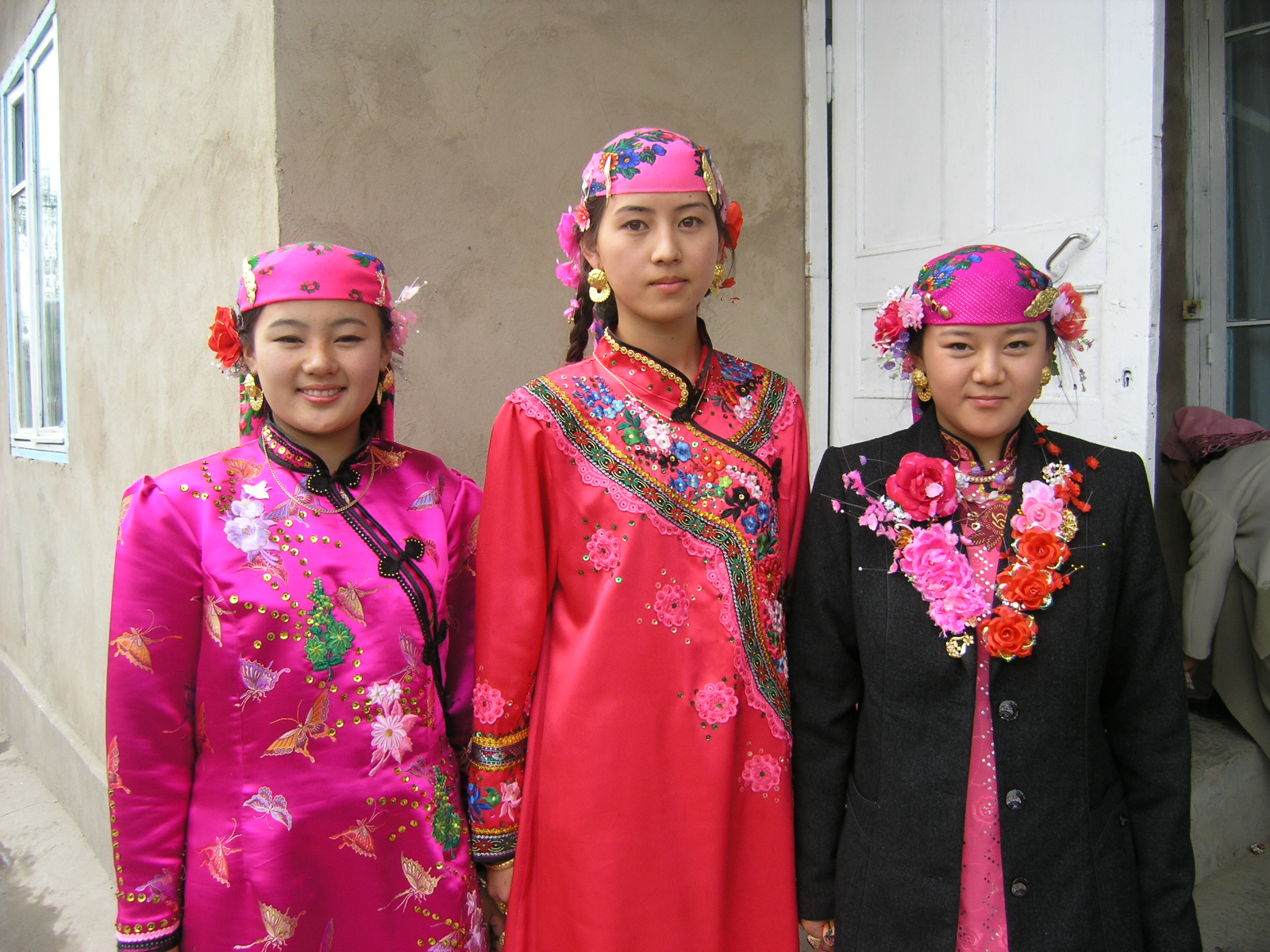
Dziewczyny dungańskie w Kazachstanie

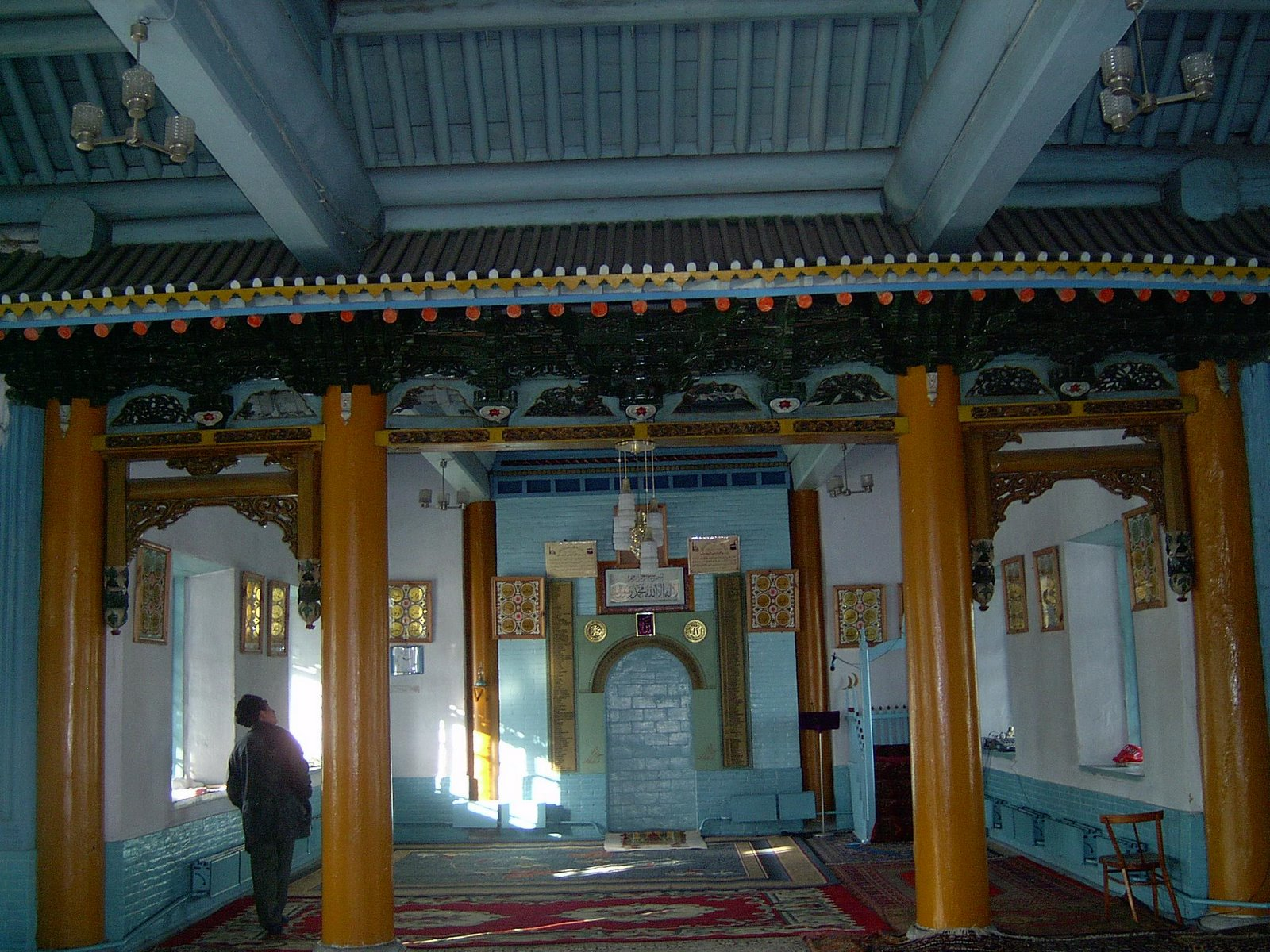
Wnętrze meczetu dungańskiego w Karakole

Dunganie (ros. Дунгане) – grupa etniczna pochodzenia chińskiego, zamieszkująca Kirgistan i Kazachstan. Posługują się językiem dungańskim z grupy języków chińskich. Wyznają islam w wersji sunnickiej.
Etymologia nazwy Dunganie (chiń. 东干族; pinyin Dōnggānzú) nie jest jasna, prawdopodobnie jest pochodzenia tureckiego; używają jej tureckojęzyczni sąsiedzi Dunganów, od których mogli przejąć ją Rosjanie. Sami określają się jako Huizu (chiń. 回族) i istotnie są potomkami muzułmańskich Chińczyków Hui, którzy wyemigrowali w latach siedemdziesiątych XIX wieku do Azji Środkowej po powstaniu dungańskim.